# Língua zialo

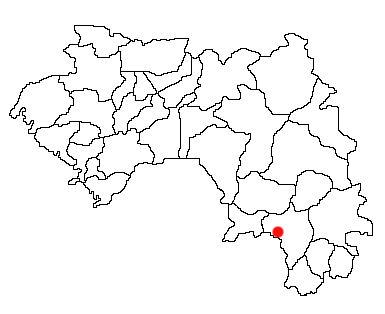
Em vermelho, a região da Guiné, onde a população Zialo se encontra

A língua zialo, também conhecida como ziolo, zialu, shialu e ziyolo, é a língua falada pelo povo Zialo, na Guiné. O idioma faz parte da família linguística Níger-Congo e conta com cerca de 25.000 falantes, localizados principalmente em aldeias próximas da província de Macenta. O zialo encontra-se em situação ativa, especificamente no nível 6a (vigoroso) de acordo com a escala EGIDS.

## Etimologia
Por se tratar de uma descoberta recente, ainda não há informações sobre a etimologia da palavra zialo. Existe, apenas, a hipótese de que é um termo emprestado do looma, por começar com a consoante Z, fenômeno que não ocorre em palavras nativas do zialo.

## Distribuição
A língua zialo é falada por aproximadamente 25 mil pessoas, das quais cerca de 60% residem em 45 aldeias Zialo, enquanto o restante reside em cidades vizinhas maiores, como Macenta, Kissidougou, N'Zérékoré e Conakry.

### Região de Zialo
A região de Zialo, ou "país Zialo", como é referida pelos falantes franceses, é uma faixa estreita de terreno montanhoso e arborizado que se estende por 50 quilômetros ao norte do rio Makona, fronteira entre a Guiné e a Libéria. Atualmente, entretanto, há uma tendência de realocar aldeias para lugares mais baixos e próximos de rotas comerciais. A área tem entre 25 e 30 quilômetros de largura, estreitando-se ao norte. Os limites do território são marcados, em maior parte, por traços naturais, como árvores especificas ou desfiladeiros. O termo "país Zialo" não reflete corretamente aos limites linguísticos do idioma, porém é relevante do ponto de vista histórico, já que refere-se a terras em que o zialo era utilizando anteriormente.

### Dialetos
A lingua é dividida em 5 dialetos, mutuamente inteligiveis. São eles:
- Kelighigo (Kεliɣigɔ): refere-se à parte sul da região e ao pequeno enclave Gilawotazu ao sul da estrada nacional. Abrange aldeias como Gozõbu, Gilawotazu, Wulilazu e Bobolazu.
- Bayaw̃a: localizado a noroeste de Kelighigo, ocupa o centro da subprefeitura de Panziazou e as aldeias vizinhas de Dulumay, Gavi Koylazu, Sevelazu, Bemelazu, Falasa, Kotulazu e Boyga.
- Maior-Zialo (Wɔlɔ-Ziyɔlɔ): abrange Tewulazu, Lelebega, Zẽbezu, Kelekelemay, Zughulakolo, Bobo e Wũbiya. Esse dialeto é considerado o mais velho entre os zialo.
- Lawolozu: dialeto mais setentrional, localizado ao norte do rio Boya, cujos falantes povoam as aldeias de Botema, Tenevasala, Lãbu, Kotuw̃a, Bãbezu, Bule e Seɓelazu. Caracteriza-se por ser o dialeto mais remoto de todos o zialo, com peculiaridades na gramática e no vocabulário. Alguns falantes admitem lawolozu como uma língua própria.

### Línguas relacionadas
Linguística e culturalmente, os Zialo se consideram próximos dos Bandi, da Libéria, os Mende, de Serra Leoa e os Looma, da Guiné e da Libéria.
É necessário reconhecer que as línguas zialo, bandi e mende raramente interagem, já que são divididas pela fronteira nacional. Assim, a intensa semelhança entre elas está relacionada ao parentesco genético entre os idiomas. Segundo tradições orais populares, as três comunidades linguísticas costumavam ser uma só. Entretanto, apesar da proximidade entre as línguas, principalmente em relação à estrutura gramatical, elas não são inteligíveis.
Já a língua looma teve forte influência sobre o zialo devido aos seus processos migratórios. Looma é amplamente falada em Macenta e considerada uma língua franca em aldeias de mercado na estrada, fazendo com que seja uma língua de prestígio muito utilizada no cotidiano dos Zialo. Uma vez que as duas línguas têm cerca de 85% do léxico básico em comum, especialmente em tonologia e morfologia, muitos falantes começam a misturar elementos dos dois, introduzindo numerosas palavras emprestadas do looma em sua fala cotidiana.
Além disso, a língua mel também tem relação com o zialo e foi responsável por mudanças na língua quando o povo Kissi do Norte penetrou em suas terras. Atualmente, a população da maioria das aldeias Zialo, especialmente situadas mais perto da estrada nacional, inclui até 30% de famílias Kissi, e a língua mel é amplamente falada na região.

## História
A história do idioma está diretamente relacionada com a organização da população Zialo. Segundo as tradições orais, a população se originou nas planícies do sul, no território da Libéria, e a migração foi direcionada para as colinas do norte, chegando ao local atual durante o século XVIII. A maioria das aldeias de Zialo identifica suas raízes em alguma aldeia do sul, por meio da presença de semelhanças entre elas. Tal processo migratório destoa da migração dos outros falantes de línguas Mande do sudoeste, que vieram do norte para o sudoeste da região de savana florestal da Guiné, em torno da cidade de Musadu, o que evidencia a migração dos Zialo para o norte como um movimento cronologicamente tardio em relação aos outros.

### Documentação

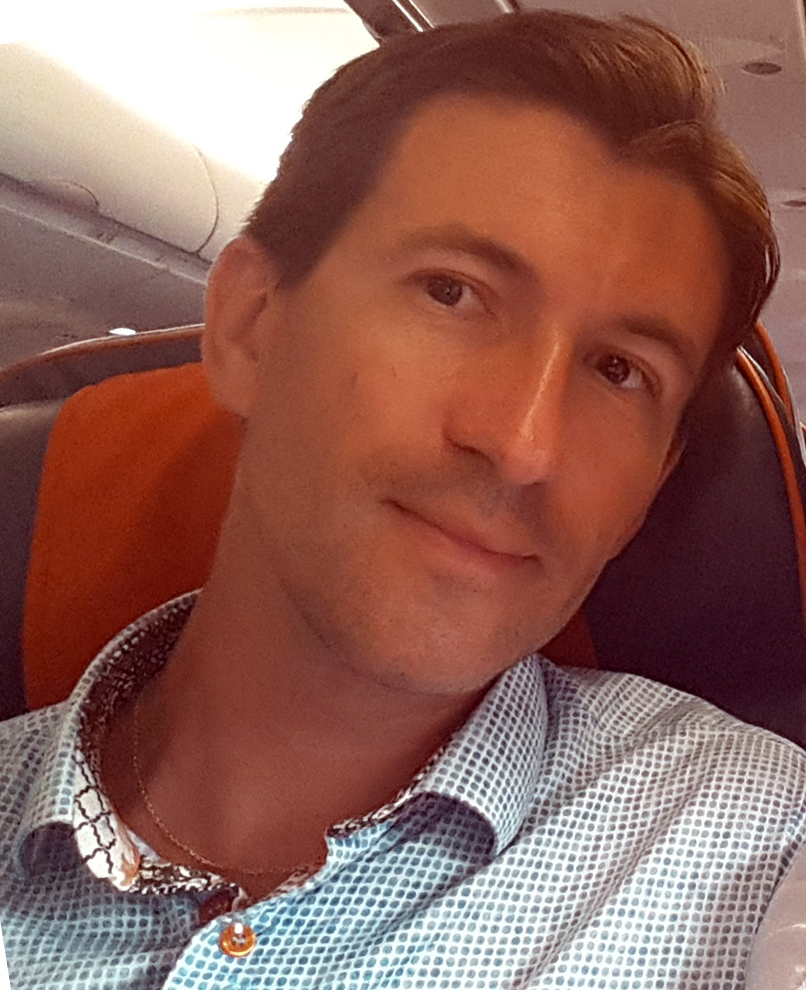
Kirill Babaev, linguista russo que documentou o zialo

A língua zialo foi descoberta e documentada em janeiro-fevereiro de 2010 pelo linguista de Moscou Kirill Babaev, durante a Expedição Linguística Russa a Guiné. O zialo nunca havia sido descrito e classificado, já que era considerado um dialeto remoto da língua looma, entretanto, foram notadas diferenças significativas entre as duas. Zialo foi o foco da pesquisa de Babaev devido ao fato de não existir nenhuma descrição do idioma na literatura, até então. O idioma havia apenas sido mencionado em alguns manuscritos e notas de campo como um dialeto zialu, shialu e zialö. Segundo o pesquisador, diversos materiais foram produzidos tendo como base a geração mais velha de aldeões que tem conhecimento apenas superficial das línguas francas da região, looma e francês, na tentativa de preservar os traços próprios do zialo. Além disso, foram cruzados dados morfológicos, lexicais e semânticos fornecidos por vários informantes para garantir uma compreensão fidedigna e identificar variedades dialetais.

## Fonologia

### Vogais
As vogais do zialo podem ser divididas nos grupos oral e nasal, de acordo com o local de pronúncia, e em longas e curtas, de acordo com a sua duração. As vogais longas são representadas pela duplicação de seu respectivo sinal (aa), de acordo com a tradicional descrição de línguas da África Ocidental.
|             | Anterior | Central | Posterior |
| ----------- | -------- | ------- | --------- |
| Fechada     | i        |         | u         |
| Semifechada | e        |         | o         |
| Semiaberta  | ɛ        |         | ɔ         |
| Aberta      |          | ä       |           |

Todas as vogais apresentam as suas correspondentes nasais. São elas [ĩ], [ẽ], [ɛ̃], [ã], [ũ], [õ] e [ɔ̃]

#### Fenômenos gerais
A formação de palavras pode ser totalmente alterada pela duração da vogal. Seguem abaixo exemplos de oposição fonemática entre vogais curtas e longas.
- kpàlà ("quadril") / kpáálá ("campo")

- pà ("vir") / páá ("matar")

- kàlì ("enxada") / kààlì ("serpente")

Vogais longas só podem ser colocadas no início ou no meio da palavra polissilábica e podem aparecer em termos monossilábicos.
- fɔ̃ ́ɔ̃ ́ ("bem")

- gɛɛli ("insulto")

- kpɔ̀ɔ̀lɔ̀ ("palavra, fala")

Sequências de vogais configuram sílabas distintas, podendo ter tons diferentes. Nesse caso, ambas precisam ser abertas ou fechadas.
- mɔ̀ɛ̀ ("sogra")

Vogais fechadas e semifechadas podem ser reduzidas a zero antes de /l/, /w/ e /y/.
- fòlò [fo lo] ("o dia")

- nè-dέ-y [ n dεy] ("minha propriedade")

#### Casos de nasalidade
A língua zialo possui alguns fenômenos fonológicos com sons nasais.
- Antes das oclusivas /b/, /d/, /g/, as vogais nasais tornam-se vogais simples com consoantes pré-nasalizadas:
- dã ̀bà [barragem ba] ("crocodilo")

- kpã ̀dà [kpan da] ("arma")

- Nasalização em ambiente nasal: quando vogais nasais acompanham as consoantes nasais /m/, /n/, /j/, /ɲ/, /ŋ/ são tratadas como alofones nasalizados de suas vogais orais.
- keỹã ́ ("tio")

- tõ ̀ỹà ("verdade")

- Nasalidade lexical: vogais nasais podem ser encontradas sem consoantes nasais em palavras emprestadas.
- sùyã ́ká ("vazio")

- tíkpẽ ́("todo mundo")

- Raramente encontram-se vogais nasais longas.

### Consoantes
O zialo possui 25 consoantes, que podem ocupar duas posições fonológicas bem definidas: inicial e medial. Existe também a posição final, ocupada apenas por dois fonemas consonantais. O inventário consonantal da língua contrasta entre sons vozeados e desvozeados. As consoantes em zialo estão representadas a seguir, seguindo o alfabeto fonético internacional adaptado para línguas africanas.
|             | Bilabial | Bilabial | Labiodental | Labiodental | Dental | Dental | Palatal | Palatal | Velar | Velar | Glotal | Glotal |
| ----------- | -------- | -------- | ----------- | ----------- | ------ | ------ | ------- | ------- | ----- | ----- | ------ | ------ |
| Plosiva     | p b      | p b      |             |             | t d    | t d    | ɟ       | ɟ       | k ɡ   | k ɡ   |        |        |
| Implosiva   | ɓ        | ɓ        |             |             |        |        |         |         |       |       |        |        |
| Fricativa   |          |          | f v         | f v         | s      | s      | y       | y       | ɣ     | ɣ     | h      | h      |
| Africada    |          |          |             |             |        |        |         |         |       |       |        |        |
| Nasal       | m        | m        |             |             | n      | n      | ɲ       | ɲ       | ŋ     | ŋ     |        |        |
| Aproximante |          |          |             |             |        |        | j       | j       |       |       |        |        |
| Lateral     |          |          |             |             | l      | l      |         |         |       |       |        |        |

Além disso, há a fricativa alveolo-palatal vozeada /ʑ/, a africada palatal /c͡ç/, a plosiva labiovelar /kp/, a fricativa labiovelar /w/, e o /w/ pré nasalizado, que são consoantes complexas.

#### Fenômenos gerais
A seguir estão alguns fenômenos vocálicos gerais da língua zialo.
A consoante nasal /ɲ/ é a unica que não pode ocupar a posição medial.
/y/ e /j/ são os dois únicos fonemas que podem ser encontrados na posição final, sendo /y/ considerada uma aproximante na posição final:
- tókólàzéy ("começar")
- kɔỹ ("degustar, colo")

Antes das vogais altas, /d/ e /t/ são palatalizadas, soando alveolar.
- dílí ("mosca")

- gàtɔ̀ ("entender")

A única raiz de Zialo começada em /Ɣ/ é o advérbio ɣɛ́zɛ́ɣɛ́zɛ́ ("realmente, verdadeiro").
A fricativa /h/ é encontrada no Zialo em apenas um morfema: a conjunção hã ̋  ("até").
A oclusiva /g/, na posição medial é encontrado em afixos ou substantivos compostos. Ocorre principalmente em empréstimos:
- sùgúlá ("dizer") (sù- prefixo verbal);

- pã ̀gɔ̀ ("bom") (-gɔ̀ afixo adverbial);

- mã ̀gólò ("manga");

/ɓ/ pode também soar como labiovelar [gb]. Só é medial em termos emprestados prefixados ou compostos:
- dááɓɔ́lú ("fechar") (prefixo verbal dáá-);
- jáɓélà ("margem do rio") (já 'água' + kpèlà 'perto')

/ʑ/ na posição inicial, é quase sempre encontrado em palavras emprestadas do looma.
- zúlúbú ("hiena")

- zálá ("leão")

/c/ é encontrado em apenas alguns empréstimos:
- cèkè ("atieke") (prato local feito de mandioca);

- cẽ ̀cẽ ̀ ("cigarra")

/ŋ/ e /ɲ/ são raramente encontradas no Zialo.
- ŋàzà ("esposa")

- ɲífó ("esfregar")

/l/ é líquida e vibrante, podendo refletir tanto /l/ quanto /r/ em termos emprestados, sem distinção entre eles:
- lã ̀bɔ̀‘lamp’ ("lamp") (lâmpada em inglês);

- fέnέtέlέ ("fenêtre") (janela em francês).

### Tons
O item mínimo de distinção de tom no zialo é a sílaba. Os tons podem variar dentro de um morfema. Existem dois níveis de tons em zialo: alto, marcado pelo sinal agudo (á), e baixo, marcado pelo sinal grave (à). A ausência de marca ocorre quando o tom não é claro. Os tons que mudam durante a duração da vogal são chamados de tons de contorno.
A conjunção temporal hã ̋  é a única palavra em zialo que contém um tom superagudo, que foi emprestada à língua.
Em zialo, há a distinção entre o tom lexical (subjacente) e o gramatical (superficial). A alternância entre eles forma palavras diferentes.
- pà ("venha") / pá ("matar")

O tom lexical é modificado de acordo com certas regras tonais, descritas abaixo. A imagem tonal resultante dessas regras configura o tom de superfície.

#### Regras tonais
1. Difusão para a direita: assimila o tom do seguimento seguinte com o tom anterior.
- pɛ̀lɛ̀ ("casa"), kólé ("ser branco"), -gì (marcador determinante), ŋ́- (marcador de referencialidade):

1. pɛ̀lɛ̀kólé-gì
2. pɛ̀lɛ̀wòlè-gì (difusão para a direita do substantivo para o atributo)
3. (ŋ́-)pɛ́lɛ́wòlè-gì (difusão para a direita do marcador de referencialidade para o substantivo)
4. pɛ́lɛ́wòlè-gì ("a casa branca")

No exemplo acima, os tons lexicais são mostrados em 1. Em 2, o tom do atributo é abaixado para a direita depois do tom lexical baixo do substantivo. Em 3, o tom baixo é elevado após o marcador de referência de tom alto. Por fim, os tons de superfície estão indicados em 4, da forma que são ouvidos na fala.
2. Deriva descendente: abaixamento do valor absoluto de um tom alto, quando precedido por um tom baixo. Em uma sequência de cv́-cv̀-cv́ a terceira sílaba será mais baixa em valor absoluto que a primeira. Esta característica é marcada por um traço vertical curto antes da sílaba que sofre a deriva descendente: cv́-cv̀-ˈcv́.
- nè- ("meu"), báálá ("ovelha"):

1. nè-bààlá-y (rebaixamento para a direita da primeira sílaba da raiz do substantivo) >
2. nè-bààˈlá-y (Deriva descendente na última sílaba aguda) >
3. nè-bààlá-y - minhas ovelhas.

3. Limite de fronteira sintagmática: impede o espalhamento das assimilações tonais além da fronteira do sintagma.
4. Clause-final rising: o tom de qualquer sílaba do fim de uma sentença é aumentado, servindo como marcador da fronteira entre orações.

#### Acento tônico
No zialo, o acento e os tons coexistem, de forma que a imagem não é distorcida pelo tom ou pelo comprimento da vogal: as vogais átonas podem ser longas ou curtas, e o tom não influencia a tonicidade. A sílaba tônica pode ser marcada pelo aumento na força dinâmica das vogais ou por uma modificação do timbre vocálico. Normalmente, as palavras do zialo são oxítonas. Entretanto, o acento é secundário às oposições tonais.

### Fonotática
O pé métrico é a unidade básica do ritmo de fala no zialo, que pode ser monossilábico ou dissilábico e seguem combinações de fonemas permitidos. A maioria das palavras consiste em dois pés métricos.
As quatro sílabas permitidas no zialo são: V, CV, Vy e CVy e CLV (L é uma sonoridade).
As sílabas vocais (V) só podem ocupar o início da palavra. Por ser um caso de rara ocorrência no zialo, estes itens aparecem apenas em termos emprestados ou em elementos auxiliares, como pronomes, conjunções ou interjeições:
- àlàmízà ("quinta-feira")
- ɛ̀ní ("se")
- έy ("sim")

Para evitar hiato entre duas vogais, um glide é adicionado. O /w/ é usado após uma vogal posterior e o /y/ após uma anterior:
- dì- ("ir") + -a (marcador resultante) > lí-yá ("foi")

- sóó- ("pegar") + -a > sóó-wá ("pegou")

As sílabas CLV ocorrem após uma vogal curta ser reduzida. Pode também ser percebida como um caso de CvLV, em que “v” é uma vogal supercurta que pode ser elidida.
- fufulégì [fufu legi] ("poeira")

A estrutura Vy / CVy, em que -y é um sufixo marcador de determinação, ocorre principalmente em substantivos:
- dà ("boca") – dá-y ("a boca"), dá-y-tì ("as bocas")

Poucas palavras do zialo contém mais de três sílabas. Nesses casos, essa característica é atribuída à alguma das seguintes categorias:
- Empréstimos de outras línguas, antigas ou recentes
  - zùlùbù ("hiena") → suluku (empréstimo de Maninka)
  - mízílí ("mesquita") → masjidi  (empréstimo do árabe)

- Raízes reduplicadas
  - fùfùlè ("poeira")
  - ínέínέ ("dúvida")

- Raízes prefixadas
  - gàkèlè ("último") → fèlè kelei ("o segundo")
  - gèwùlò ("gordo")

- Substantivos compostos
  - gũ ̀-dèɣà ("cabelo")
  - témú-léɣà ("estrela")

### Morfonologia
Os morfemas em zialo podem ser de tipo V, CV, CVCV. O único morfema sonante é o marcador determinante -y. A junção de raízes e morfemas é formada por aglutinação e segue as regras de alternância consonantal inicial, descritas abaixo.

#### Alternância consonantal inical
Todas as consoantes de zialo (exceto /n/, /c/ e /h/) participam do sistema de alternâncias consonantais iniciais, que são pronunciadas na variante forte ou fraca, dependendo do termo anterior ou do contexto sintático. Vários morfemas em zialo impõem uma consoante inicial “forte”, enquanto as consoantes “fracas” são encontradas com frequência na posição medial da raiz. Como mostrado na tabela abaixo, cada consoante forte pode ter vários correspondentes fracos, dependendo da vogal (caso não seja especificada, ocorre antes de todas).
| forte | fraca | vogal seguinte |
| ----- | ----- | -------------- |
| b     | w     | exceto a       |
| b     | v     | a              |
| d     |       | -              |
| f     | v     | -              |
| g     | ɣ / y | e, ε, i, a     |
| g     | w     | o, ɔ, u        |
| j     | y     | -              |
| k     | w     | o, ɔ, u        |
| k     | ɣ / y | e, ε, i, a     |
| kp    | ɓ     | -              |
| m     | j     | ε, e, i        |
| m     | w̃     | -              |
| ɲ     | j     | -              |
| ŋ     | y     | -              |
| p     | v     | e, ε, i, a     |
| p     | w     | o, ɔ, u        |
| s     | z     | -              |
| t     |       | -              |

A consoante inicial “fraca” pode aparecer nas seguintes situações:
- Substantivo seguido de um prefixo possessivo
  - pὲlὲ ("casa") – làkɔ́lì vɛ̀lɛ̀ ("prédio da escola")

- Posição de atributo de um substantivo

1. Substantivos verbais:
  - kólé ("ser branco") → dápá wólé-gì ("o saco branco")
2. Adjetivos
  - gɔ̀là ("grande") → tábálí wɔ́là-y ("a mesa grande")
3. Quantificadores:
  - péká ("outra") → táá véká ("outra aldeia")

Observação: não ocorre o “enfraquecimento” da consoante inicial com as seguintes classes auxiliares:
- Conjunções: Kòlì tá Màsà ("Koli e Masa")
- Determinativos: nú-y sì ("este homem"), nú nɔ̀pɛ́ ("toda pessoa"); ŋání tà ("alguma coisa");
- Pronomes pessoais: só-y gèyà ("eu tenho um cavalo");
- Prefixos polifuncionais e possessivos: nã ̀gá tí-lólì ("eu os estou chamando");
- Numerais cardinais: nú fèlè-gɔ̀ ("duas pessoas"), dápá sáwá-gɔ̀ ("três sacos").

## Ortografia
O zialo não tem um sistema próprio de escrita. Eles utilizam o francês em todos os documentos oficiais, além de usarem a língua looma com frequência para transcrever o zialo, já que a fonética dos dois idiomas é parecida, como apontado na tabela abaixo. O linguísta Kirill Babaev utilizou em sua documentação o Alfabeto Fonético Internacional adaptado para línguas africanas, com os seguintes grafemas: a ã b ɓ c d é ẽ ɛ ɛ̃f g ɣ h i ĩ j k kp l m n ɲ ŋ o õ ɔ ɔ̃p s t u ũ v w w̃y ỹ z.
| Zialo (Z) | Looma (L) | Exemplos                                     |
| --------- | --------- | -------------------------------------------- |
| b         | b         | Faca - Z bòwà, L bòà                         |
| p         | p         | Casa - Z pὲlὲ, L pὲlὲ                        |
| d         | d         | Boca - Z dà, L dà                            |
| d         | z         | Coração - Z dí, L zì                         |
| t         | t         | Ligar - Z tòlì, L tìlì                       |
| j         | z         | Mandioca - Z jówó, L zówó                    |
| j         | y         | Cebola - Z jává, L yáυá                      |
| j         | d         | Mãe - Z jé, L dé                             |
| g         | g         | Orelha - Z gólí, L gó                        |
| g         | ŋ / ø     | Fogo - Z gɔ́bú, L ábú                         |
| g         | gw        | Grande - Z gɔ̀là, L gwálà                     |
| k         | k / kw    | Pé - Z kɔ̀wɔ̀, L kɔ̀wɔ̀ Branco - Z kólé, L kwélé |
| kp        | kp        | Quente - Z kpã ́dí, L kpàdì                   |
| m         | m         | Comer - Z mὲ, L mì                           |
| n         | n         | Língua - Z nὲ, L nɛ                          |
| ɲ         | ø / ɲ     | Dormir - Z ɲ̥̃ ́, L ĩ, ɲí                       |
| ŋ         | ø / ŋ     | Mulher - Z ŋàzà, L àzà                       |
| ŋ         | ø / ŋ / ɲ | Areia - Z ŋέyέ, L ɲeze                       |
| f         | f         | Seco - Z fòwò, L fɔ                          |
| s         | s         | Morrer - Z sá, L sáá                         |
| y         | y         | Você - Z yà, L yà                            |
| v         | v         | Vir - Z và, L và                             |
| ɓ         | ɓ / b     | Não - Z ɓà, L ɓa / boa                       |
| w         | w         | Pássaro - Z wɔ̃ ́ní, L wɔ́ní                    |
| z         | z         | Hoje - Z zá, L zà                            |

## Gramática

### Pronomes
O zialo marca um forte uso de pronomes, sendo eles pessoais, possessivos, reflexivos, interrogativos e demonstrativos.

#### Pessoais
Dentro dos pronomes pessoais são identificadas três séries: focalizada, enfática e comitativa.
 Série focalizada 
| singular  | singular  | singular  | dual      | plural    | plural    | plural    | plural    |
| 1° pessoa | 2° pessoa | 3° pessoa | 1° pessoa | 1° pessoa | 1° pessoa | 2° pessoa | 3° pessoa |
| 1° pessoa | 2° pessoa | 3° pessoa | 1° pessoa | inclusivo | exclusivo | 2° pessoa | 3° pessoa |
| --------- | --------- | --------- | --------- | --------- | --------- | --------- | --------- |
| ɲà        | yà        | á, é, éyá | móyá      | àmóyá     | néyá      | wòyà, wà  | tíyá      |

Os pronomes da série focalizada ocupam a posição de extrema esquerda na frase, denotando o sujeito. Podem ser usados nos seguintes contextos:
1. Focalizando o sujeito de uma cláusula subsequente:
  - ɲà, gè kpálɛ́ kɛ́-gɔ̀ ("Eu, eu trabalhei")
2. Formação de frases existenciais:
  - ɲà wà kálámó-y ("eu sou professor")
  - ɲà lɔ́vè ("Estou aqui")
3. Formação de construções no tempo presente:
  - á lɔ̀ làà-nì bété-y zù ‘Ele está deitado na cama’.

 Série enfática 
| singular    | singular    | singular   | dual                  | plural       | plural                  | plural    | plural      |
| 1° pessoa   | 2° pessoa   | 3° pessoa  | 1° pessoa             | 1° pessoa    | 1° pessoa               | 2° pessoa | 3° pessoa   |
| 1° pessoa   | 2° pessoa   | 3° pessoa  | 1° pessoa             | inclusivo    | exclusivo               | 2° pessoa | 3° pessoa   |
| ----------- | ----------- | ---------- | --------------------- | ------------ | ----------------------- | --------- | ----------- |
| ɲàyέy (-gì) | yàyέy (-gì) | éyáy (-gì) | móyáy (-gì), mέy(-gì) | àmóyáy (-gì) | néyáyὲy (-gì), nέy(-gì) | wὲy (-gì) | tíyáy (-gì) |

Esta série de pronomes marca forte ênfase do sujeito e são sempre posicionados no início da frase. Os termos divididos por vírgulas são intercambiáveis.
- ɲàyɛ́y-gì, nã ̀ gá lì ("[Sou exatamente] eu que vou").

 Série comitativa 
| singular  | singular  | singular  | dual      | plural    | plural    | plural    | plural    |
| 1° pessoa | 2° pessoa | 3° pessoa | 1° pessoa | 1° pessoa | 1° pessoa | 2° pessoa | 3° pessoa |
| 1° pessoa | 2° pessoa | 3° pessoa | 1° pessoa | inclusivo | exclusivo | 2° pessoa | 3° pessoa |
| --------- | --------- | --------- | --------- | --------- | --------- | --------- | --------- |
| gè        | yè        | á, lá     | mòyè      | àmòyè     | nèyè      | wòyè      | tìyè      |

Esta série marca o objeto indireto do verbo e é usada principalmente dentro de uma frase prepositiva com o marcador gà ("com"):
gè vàà-gɔ̀ vè gà wòyè (“Eu trouxe você aqui”. Literalmente ‘Eu vim aqui com você’).

#### Possessivos
Uma forma de expressar posse absoluta é a construção com o substantivo dá / dɛ́-y ("propriedade"). Essa construção é geralmente colocada na posição predicativa. O substantivo [dá] nunca muda sua consoante “forte” e seu tom alto.
- ɓàzá-y sì lá gà nè-jè-y dá ("Este cocar não é da minha mãe")

É possível também usá-lo também em uma posição atributiva prepositiva, onde serve como um pronome possessivo estendido:
- ì-dá nṹ-gà-y-tì tɔ́ mìnì? ("Onde está sua família?")

#### Reflexivos
O pronome ɓɔ̀ɣɔ̀ ("auto, mesmo"), muitas vezes contraído para ɓɔ̀ɔ̀ ou ɓɔ̀, marca reflexividade. Ele pode ser usado como objeto direto ou indireto.
- Kòlì nɛ́ɛ́-yàà lè ɓɔ̀ɣɔ̀ wɛ̀ ("Koli gosta de si mesmo") (objeto direto)
- dó-y jé-y gé-ló-y zéy-gɔ̀ ɓɔ̀ɣɔ̀ ɓèlà ("A mãe sentou o filho ao seu lado") (objeto indireto)

Em uma construção recíproca, ele é colocado na posição de objeto:
- té fá lé ɓɔ̀ɣɔ̀ w̃à ("Eles contam histórias uns para os outros").

#### Interrogativos
Os pronomes interrogativos podem ser agrupados de acordo com o argumento que estão abordando:
1. pergunta ao sujeito e ao objeto direto: ɓɛ̀ ('quem?)', dé ('o quê?)';
2. pergunta ao atributo: ɓɛ̀ ('qual?'), ɓɛ̀dá ('de quem?'), dɔ̀lɛ̀gɔ̀ ('quantos?)';
3. questão de razão: déváázù ('por quê?');
4. questão de tempo: ɓɛ̀lézɔ̀wɔ̀ (‘quando?’);
5. questão de modo: ɣàlé ('como?');
6. questão de localização/direção: mìnì ('onde?').

O agrupamento pode também ser feito de acordo com a posição do pronome na frase: ɓɛ̀, dé, déváázù ocupam o espaço do sujeito, enquanto os pronomes ɓɛ̀lézɔ̀wɔ̀ e ɣàlé são sempre colocados no fim da frase, na posição de objeto indireto. Mìnì ('onde?') pode ser colocado em ambas.
Observações gerais:
1. ɓɛ̀lézɔ̀wɔ̀ ("quando?") - É uma contração de ɓɛ̀ ("qual?"), o verbo existencial "lé" e o substantivo "sɔ̀wɔ̀" ("dia, hora").
  - yè vàà-gɔ̀ ɓɛ̀lézɔ̀wɔ̀ ("Quando você veio?")
2. déváázù ("por quê?") - Uma combinação de dé 'o quê?', fá 'coisa' e zù 'dentro'
  - déváázù yè và ínɛ́ínɛ́? ("Por que você está se preocupando?")
3. mìnì ("onde?") - Caso seja colocado inicialmente, requer uma cópula seguinte tɔ.
  - mìnì lɔ́ yè zìɣɛ̀-gɔ̀ này? ("De onde você vem?")

 Demonstrativos - Pronomes dêiticos 
Os pronomes dêiticos ocupam o lugar do sujeito ou do objeto na sentença, podendo, assim, substituir os pronomes de 3ª pessoa da série focalizada. O principal critério de sua classificação é a distância entre o objeto e o falante. São estabelecidos cinco graus de pronomes dêiticos:
1. sim ("isto") - proximal; o objeto está localizado na mão do falante ou na frente do falante;
2. í ("este") - proximal; o objeto está localizado próximo tanto do falante quanto do destinatário;
3. nà ("esse") - distal; o objeto está à disposição do destinatário;
4. nɔ̀ ("aquilo") - distal; o objeto está distante tanto do falante quanto do destinatário, mas em visibilidade para o locutor;
5. mùnɔ̀, mùnɔ̀dà ("além") - distal; o objeto não é visto nem pelo falante nem pelo destinatário.

### Substantivos
Os substantivos em zialo pode ser divididos em primários e derivados, sendo o segundo originado do primeiro.
Uma importante categoria frasal no zialo é o sintagma nominal (SN), que pode desempenhar os papéis de sujeito, objeto direto e objeto indireto. A unidade do sintagma nominal pode ser modificada por marcadores de número (singular e plural) e determinação, que são sempre anexados ao final da frase. o sintagma nominal tem como elemento obrigatório o substantivo principal, que pode ser modificado por algum outro constituinte do SN, seja ele outro subtantivo, adjetivo, numeral, substantivo verbal, particípio, marcador possessivo ou pronome demonstrativo. O posicionamento dos termos pode ser expresso por SAND, sendo S o substantivo, A um atributo (adjetivo ou substantivo verbal), N um numeral e D um pronome deitico.

#### Substantivos verbais
Substantivos verbais são atributos verbais que seguem o substantivo, embora sintaticamente eles próprios atuem como substantivos principais. Tal fenômeno é claramente vista nos exemplos:
- (´)-gólí ɓéyã ́-gì ("sua orelha vermelha", literalmente “a vermelhidão de sua orelha”)

- pɛ́lɛ́wòlè-gì ("a casa branca", literalmente “a brancura da casa”)

#### Pluralidade
A principal forma de expressão da pluralidade é por meio da anexação de marcadores sufixais ao substantivo.
1. Marcador de pluralidade definido -tì: expressa objeto ou pessoa conhecido ou previamente mencionado, logo, sempre segue o afixo determinativo -y / -gì:
  - sàvàlà ("sapato") – nè-zàvàlà-gì-tì ("meus sapatos")
2. Marcador de pluralidade associativa -nì(g): pode ser usado para substantivos que denotam parentes, pessoas socialmente próximas e criaturas divinas.
  - kɛ̀ɛ̀ɣɛ̀ (”pai”) – kɛ̀ɛ̀ɣɛ̀-nì ("pais")
  - ɓòlá (“amigo”)– ɓòlá-nì (“meus amigos”)
  - gàlà (“deus”) – gàlà-nì ("deuses")
3. Afixo plural indefinido -gà / -ɣà / -wà: marca a pluralidade de objetos indefinidos ou não mencionados anteriormente. O afixo tem vários alomorfos condicionados pela vogal final do substantivo, que são:
  - -ɣà seguindo vogais orais anteriores e médias:
    - bété ("cama") – bété-ɣà ("camas")
    - díílí ("mosca") – díílí-ɣà ("moscas")

  - -wà seguindo as vogais orais posteriores:
    - bòlò ("pescoço") – bòlò-wà ("pescoços")
    - bɔ̀ɔ̀lɔ̀ ("chapéu") – bɔ̀ɔ̀lɔ̀-wà ("chapéus")

  - -gà após vogais nasais, -y e -ỹ:
    - ɓèỹ̥ ́ ("tigela") – ɓèỹ̥ ́-gà ("tigelas")
    - kòỹ(g) ("abelha") – kòỹ-gà ("abelhas")

#### Determinação
A determinação é expressa pela anexação do sufixo determinativo ao sintagma nominal. Seus dois alomorfos são -y e -gì:
- pɛ́lɛ̀-y ("a casa")
- kízɛ́-gì ("a pimenta")
- ŋázá fèlè-gɔ̀-y ("as duas mulheres")

#### Formação
Substantivos em zialo podem formar derivados por meio dos processos morfológicos de derivação sintática, reduplicação, afixação e composição.
 Derivação sintática 
A derivação sintática, também chamada de conversão, é caracterizada pela mudança de um lexema para uma parte diferente do discurso sem mudar em sua forma material. Esse processo deu origem a advérbios que modificam uma oração e a conjunções que introduzem uma oração dependente.
- wáté, wátí-y ("tempo") / ("quando")
  - álɔ̀ sɛ́vɛ̀-y wɔ̀nɛ̀ wátí-y nɔ̀pɛ́ mà ("Ele está escrevendo cartas o tempo todo")
  - wátí-y nè-yàzà-y ɣɛ̀-nì kɔ́ɔ́zù ("Quando minha esposa estava grávida")

 Reduplicação 
A reduplicação de substantivos é um fenômeno raro no zialo. Um exemplo é a construção de advérbios de tempo por meio da reduplicação de substantivos que denotam hora do dia, tanto pela repetição da raiz quanto pela infixação do marcador associativo ɔ / ɔɔ (variação alofônica livre):
- kp̥̃ ̀dì ("noite") – kp̥̃ ́dí-ɔ́-kp̥̃ ́dí ("todas as noites")
- wátí ("tempo") – wátí-ɔ́-wátí (às vezes")
- gàlù ("mês") – gálú-ɔ́ɔ́-gálú ("todo mês")

 Afixação 
Alguns afixos podem igualmente unir substantivos e raízes verbais, que podem atuar livremente como substantivos verbais básicos em Zialo.
1. Sufixo abstrato -fá: gramaticalizado do substantivo fá ‘coisa, história, conto’. Como sufixo nominal, expressa significados abstratos de método, estado ou processo.
  - nã ̀ gá fá-y sì yàtɔ̀ ("Eu entendo essa história")
  - ɓòlá ("amigo") – ɓòlává ("amizade").
2. Sufixo locativo -dà: homônimo ao substantivo relativo dà ("boca"), pode formar derivados do substantivo "entrada" e do verbo "colocar, definir", ambos para indicarem locais. Nos exemplos abaixo, o sufixo -dà sofreu alternância consonantal, transformando-se em -là.
  - pɛ̀lɛ̀ ("casa") – pɛ̀lɛ̀là ("entrada, porta")
  - kòvìlà ("cidade", literalmente “lugar de domicílios”) - kòvì ("quintal, casa de família");
3. Prefixo substantivo gè: forma substantivos livres de relativos quando usado separado de qualquer possuidor particular. A consoante inicial subsequente é fraca. Serve também para transformar adjetivos em substantivos.
  - kpúló ("seu cotovelo") – gèɓùlò ("cotovelo")
  - gɔ̀là ("grande") – gèwɔ̀là ("um grande").

 Composição 
Compostos nominais podem ser identificados semanticamente, por meio da composicionalidade da palavra, em que o significado da combinação de duas raízes é igual à soma de significados de suas duas partes.
bɛ́lɛ́túkpù ("shorts") = bɛ́lɛ́ ("calças") + tùkpù ("parte"), literalmente "parte das calças".
Compostos podem também ser percebidos lexicalmente, quando um de seus elementos não é usado na língua como um termo independente.
tókóɓéɣà ("dedo"), tókó ("mão") / -kpèɣà "dedo" não é usado separadamente, mas kɔ̀wɔ̀ɓèɣà ("dedo do pé");

#### Relações de posse
As relações de posse podem ser alienáveis ou inalienáveis, que se diferem apenas na 1° e 3° pessoa do singular, como é mostrado na tabela abaixo. A posse é expressa por um marcador possessivo prefixado.
|                     | singular  | singular | dual | plural |
| inalienável         | alienável |          | dual | plural |
| ------------------- | --------- | -------- | ---- | ------ |
| 1° pessoa exclusiva | ø̀-        | nè-      |      | né-    |
| 1° pessoa inclusiva |           |          | mó-  | àmó-   |
| 2° pessoa           | ì-        | ì-       |      | wò-    |
| 3° pessoa           | ǿ-        | gé-      |      | tí-    |

Com o uso do marcador possessivo, é utilizada a consoante inicial fraca do substantivo, além da sua forma definida:
- nè-lòmã ̀-gì ‘minha camisa’;
- tí-vɛ́lɛ́kóózá-y ‘suas calças’.

A construção de posse inalienável é usada apenas para denotar partes do corpo e líquidos fisiológicos.

### Adjetivos
A morfologia adjetiva do zialo é escassa, já que as qualidades são usualmente expressas pela construção qualitativa com verbos estatais ou com substantivos. Os adjetivos não formam graus de comparação, mas costumam ser utilizados para expressar tamanho, forma, estimativa geral e cor.

#### Características gerais
A seguir estão algumas características gerais.
1. Não aceitam afixos de tempo/aspecto e de modalidade.
2. Eles não formam derivados.
3. Não podem ser usados em posição predicativa na frase.
4. Aceitam afixos determinantes e plurais, de maneira idêntica aos substantivos
  - pɛ́lɛ́vã ̀dà ("uma bela casa")
  - pɛ́lɛ́vã ̀dà-y ("a bela casa")
  - pɛ́lɛ́vã ̀dà-ɣà ("casas bonitas")
  - pɛ́lɛ́vã ̀dà-y-tì ("as casas bonitas")
5. Podem adotar também o afixo de pluralidade associativa -ni:
  - ŋázá wɔ̀là-nì ("grandes esposas")
6. Podem formar substantivos adicionando o prefixo gè-.

A seguir, alguns dos adjetivos mais usados em zialo:
- gɔ̀là ("grande")
- kuló ("pequeno")
- kúlókúló ("muito pequeno, mesquinho") (único caso de reduplicação adjetiva)
- níina ("novo")
- pã ̀dà ("bom, bom, bonito")
- pɔ́lɔ́ ("velho")

#### Posições sintáticas
Os adjetivos podem ser encaixados em duas posições em uma frase. São elas:
1. Atributo pós-positivo dentro de uma frase nominal:
  - sì dápá wɔ́là-y lè ("Isto é um saco grande")
2. Modificador adverbial dentro de uma frase de preposição comitativa com gà ("com"):
  - é gúlè-y lò gà pã ̀dà ("Ela canta bem")

### Verbos
As categorias morfológicas do verbo em Zialo incluem tempo, aspecto e modalidade. Cada construção verbal particular expressa um conjunto de significados que inclui todas as categorias, de modo que não há marcadores morfológicos expressando exclusivamente o tempo ou o aspecto.

#### Tempo
Há três fases temporais do processo: incoativo (início de uma ação ou estado), continuativo (ação contínua) e terminativo (ação finalizada ou interrompida). Agrupamentos de significados temporais e aspectuais incluem:
1. Pretérito: ação no passado sem referência particular às suas características aspectuais;
2. Perfectivo: significados aspectuais de punctivo, limitativo e completivo e a fase incoativa;
3. Imperfectivo: significados dos aspectos durativos e habituais.
4. Aoristo: ação perfectiva no pretérito;

#### Aspecto
A lista de significados aspectuais relevantes para o sistema verbal Zialo inclui:
1. Prospectivo: prevê a realização de alguma ação no momento seguinte ao ato de fala, e presumindo que o sujeito deseja que isso aconteça (ex.: eu vou sair; ele vai ler).
2. Progressivo: expressa uma ação dinâmica em andamento (ex.: ele está escrevendo).
3. Completivo: marca uma ação concluída ao referir-se a qualquer significado de tempo (ex.: ele escreveu um livro).
4. Punctivo: expressa uma ação momentânea ou o início ou o fim de um processo ou estado (ex.: o cachorro o mordeu).
5. Resultativo: marca o resultado natural de um processo télico anterior (ex.: ele se foi).
6. Habitual: ações repetidas regularmente que se tornam características do sujeito (ex.: ele escreve poemas).
7. Limitativo: ação ocorrida por um período limitado de tempo (ex.: ele trabalhou por uma hora).

#### Modo
Para os significados modais, os seguintes termos são relevantes:
1. Desiderativa: ação desejada pelo sujeito (ex.: gostaria que estivesse chovendo).
2. Optativo: desejo em relação à atividade de outro, no futuro (ex.: quero que você traga);
3. Possível: capacidade potencial de realizar uma ação (ex.: sei nadar);
4. Debitivo: necessidade de uma ação (ex.: devo ir à escola);
5. Probabilística: possibilidade de uma ação/situação incerta (ex.: pode chover hoje);
6. Imperativo: incentivo do orador para realização de uma ação (ex.: abra a porta!);
7. Proibitivo: incentivo do orador para impedir uma ação (ex.: não abra a janela!);
8. Exortativo: convite para uma ação comum feita ao público (ex.: vamos sentar lá!);
9. Condicional: real (ação provável de acontecer) e irreal (improvável, ex.: eu nunca o machucaria assim).

#### Conjugação
Os significados temporais, aspectuais e modais do predicado são expressos por meio de marcadores predicativos fundidos que, além disso, expressam os significados de pessoa e número do sujeito. Os marcadores ocupam a posição à esquerda na frase e atuam como clíticos. São os principais portadores de significados gramaticais em uma frase verbal, enquanto o próprio verbo geralmente permanece em sua forma raiz básica. Abaixo estão caracterizados os principais marcadores.
- Série básica

Em zialo, serve para marcar uma série de construções de tempo e aspecto referentes aos tempos passado e presente, em que o verbo é modificado por sufixos TA ligados: pretérito, aoristo e resultativo, bem como várias construções analíticas.
1. Básico + V: factual - Usada no discurso narrativo, onde se refere à ação ou estado no pretérito onde a história narrada realmente ocorreu. Ex.: é nà wṹ-gì wòlò (‘Ela bateu a cabeça’).[18]
2. Básico + V-ni: pretérito - Usado com verbos dinâmicos. Ex.: gè vàà-nì (“eu vim”). Marca o passado distante ou a antecedência da ação a outra ação/estado. Ex.: pílíŋání-y nú-y váá-gɔ̀ sì yè wálí (‘O chimpanzé matou a pessoa a quem você deu dinheiro”).
3. Básico + V-gɔ̀: aoristo - Pode ser modificada por especificadores adverbiais de tempo. Ex.: gè mɛ́yã ́-gì ɣéyá-gɔ̀ bẽ ́gì (‘comprei as bananas ontem’).
4. Básico + V-a: resultante - Ex.: yè nè-zɛ̀vɛ̀-y yéɣɛ́-yà (‘você pegou meu livro’).
5. Básico + kɛ-ní + gà(g) + V / Básico + kɛ-ní + V(-ni) - As construções analíticas com o verbo auxiliar kɛ́ (ser/estar) denotam o passado perfeito e o passado habitual. Ex.: gè ɣɛ́-ní gà nè-ɓòlá-y lɔ̀ (‘Eu costumava ver meu amigo).
6. Básico + va + V: progressivo / prospectivo - A construção analítica com o verbo auxiliar pà ‘vir’ expressa os sentidos imperfectivos dos aspectos progressivos e prospectivos. Ex.: dɔ́tɔ́lɔ́ vã ́dá lɔ́ gè và (ˊ)-kɔ́lí dópó-wà-y-tì bɛ̀ (‘estou procurando um bom pediatra’).
7. Básico + yà + V: habitual
8. Básico + và yà + V: habitual / imperfeito
9. Básico + légáá + V: passado habitual

- Série imperativa

1. IMP + V (le) - Modifica as construções verbais que denotam os modos exortativo e imperativo. O verbo em si não é modificado, mas o morfema clítico le pode ser colocado na posição final da frase. Ex.: ø pɛ́lɛ̀-y láɓɔ̀lù (‘fechar a porta’).[56]

- Série prospectiva negativa

É mais utilizada em construções que negam a ação projetada.
1. PRNEG + V
2. PRNEG + wɔ + V

Essa construção pode ser chamada de preditiva: negando a ação ou estado futuro, ela também engloba um grau geral de improbabilidade. Ex.: nú nɔ̀pɛ́ ɛ́y wɔ́ (ˊ)-dé (‘Ninguém vai dizer isso’).

#### Processos de formação de palavras
Derivação 
A prefixação verbal é um meio comum e produtivo de derivação em zialo. A maioria dos prefixos verbais são substantivos gramaticalizados com semântica locativa. Os prefixos verbais precedem o predicado e estão vinculados a ele, sendo, portanto, parte integrante da forma verbal. O tom do prefixo é sempre alto.
- bú- ("abaixo, embaixo"). O substantivo original é bù ("fundo, lombos").

- dá- / dáá- ("sobre")

- kóózú- ("dentro")

- máá-, máázú- ("em direção, em, sobre")

 Reduplicação 
A reduplicação segue as propriedades citadas abaixo:
1. A reduplicação verbal é sempre completa, ou seja, a raiz é repetida sem redução.
2. Verbos prefixados não reduplicam seus pré-verbos.
3. Os termos reduplicados não mudam sua categoria terminal, ou seja, os verbos só podem gerar outros verbos, mas não substantivos.

A maioria dos verbos reduplicados expressam trabalho manual:
- gìlì (“prender, colar”) – gìlìgìlì (“prender em todos os lugares”)
- gòlò (“bater”) – gòlògòlò(g) (“bater completamente”)
- kpɔ̀lɔ̀ (“clique”) – kpɔ̀lɔ̀kpɔ̀lɔ̀ (“clique por muito tempo”)
- tèvè (“cortado”) – tèvèlèvè (“cortado em pedaços”)

 Composição 
Os verbos compostos geralmente combinam raízes nominais e verbais. Os substantivos são anexados pré-verbalmente, ocupando a posição de objeto direto. A maioria dos verbos compostos são combinados com substantivos que denotam partes do corpo.
- gólíló 'ouvir' < gólí 'ouvido'.

 Nominalização 
A nominalização é a conversão de um verbo em um substantivo. Quase todas as raízes verbais podem servir como substantivos verbais ao serem colocadas na posição de sujeito/objeto. A distinção entre esses substantivos verbais e os verbos próprios está exclusivamente em sua posição sintática na frase, e a capacidade de formar construções verbais finitas e gerar derivadas.
Substantivos verbais básicos demonstram todas as propriedades morfossintáticas nominais. Morfologicamente, eles usam categorias de determinação e pluralidade.
- mááɣɛ́ ("vender") / mááɣɛ́-gì-tì ("as vendas")

#### Verbos estatais
Quase todos os verbos dinâmicos em Zialo podem ser usados em sentido estatal, quando colocados em uma construção passiva ou qualitativa. O uso de verbos estatais é substancialmente baseado na categoria de táxis. A expressão do estado atual ou qualidade do sujeito pode ser referida a um dos três tempos: o presente (estado atual), o passado não marcado (pretérito) e o futuro (prospectivo).
A série do marcador de pessoa predicativa é indicada, que é seguida por modificadores verbais (quando aplicável), o predicado estatal e seus marcadores de tempo e aspecto.
As seguintes construções sintáticas expressam os significados do tempo presente:
- Básico + V.STAT-ni: estado atual. O afixo pretérito aqui tem um significado resultante: na verdade indica a ação que levou à situação presente. Ex.: dápá-ɣà ɓíízí té láá-ní này (‘Muitas malas estão ali’).

- FOC + lɔ + V.STAT-ni: estado atual.  Indica processo ou estado em andamento, que pode ser usado com verbos estativos e qualitativos. Ex.: kúyɛ̀-y, ɲà lɔ́ láá-ní gè-wètè-y zù (‘À noite, estou deitado na minha cama’).

- TIR + la + V.STAT-ni: negação do estado/qualidade real. Expressa pela adição do marcador negativo ta/la à construção com o PPM da série irrealis. Ex.: gà là lẽ ́y-ní (‘Eu não sou negro’).

- Básico + V.STAT-a: resultante. Qualidade ou estado no momento do ato de fala como resultado de alguma ação concluída antes disso, correspondendo assim plenamente ao aspecto resultativo dos verbos dinâmicos. Ex.: gè zèy-à ('estou sentado' ou 'eu me sentei').

Os significados passado e futuro dos verbos estatais são expressos pelos seguintes modelos:
- Básico + ɣɛ́-ní + V.STAT-ni: pretérito
- IRR + la + ɣɛ́-ní + V.STAT-ni: pretérito negativo

Essas duas construções incluem a forma pretérita do verbo auxiliar e correspondem à construção do passado perfeito de verbos dinâmicos. Ex.: yè sákpá-gì tà ɓàtɛ̀-nì è ɣɛ́-ní (‘Você preparou um molho que estava bom’);
- Básico + ɣɛ-ya + V.STAT-ni: pretérito perfeito. A situação descrita em uma oração dependente que antecedeu a ação/estado da oração principal é expressa por meio da forma resultativa do verbo auxiliar kɛ́‘be’. Ex.: gè ɣɛ́-yà zéy-ní sání é vàà-gɔ̀ (‘Eu estava sentado antes dele chegar’).

- TIR + wɔ + V.STAT: prospectivo. Estado ou qualidade do objeto no tempo futuro. Ex.: kpálɛ́-y sì á wɔ́ ɓá (‘Esse trabalho vai ser difícil’).

### Sentença

#### Ordem da frase
As sentenças em zialo são configuradas na ordem básica Sujeito, Objeto direto, Verbo e Objeto indireto (S Odir V Oind).

#### Frases condicionais
Em orações condicionais, a cláusula principal não restringe a forma do predicado. A sentença utiliza as conjunções condicionais nì / ɛ̀nì ("se"), nìmɔ́ ("se apenas") precedendo o sujeito. A cláusula condicional é geralmente colocada à esquerda da cláusula principal na frase.
- nì bá-y vílá, àmó lí mùnɔ̀ àmó (ˊ)-mɛ́ ("Se a comida está pronta, vamos comer")

#### Frases interrogativas
Perguntas geralmente não são marcadas sintaticamente. Assim, a ordem das palavras não é alterada, e o único sinal de diferenciação é a entonação final da frase interrogativa:
- é ɣɛ́-ní nɔ̀vè bẽ ́gí? Yɛ́y, é ɣɛ́-ní nɔ̀vè bẽ ́gì ("Ele estava lá ontem? Sim, ele estava lá ontem")

O morfema interrogativo opcional nɛy pode ser colocado no final da frase, com o objetivo de focalizar uma parte do enunciado:
- ɲà wà làkɔ̀lìlòpò-y nɛy? ("Eu sou um aluno?")
- ɲà wà nɛy làkɔ̀lìlòpò-y? ("Eu sou um aluno [não ele ou ela]?")

Sentenças interrogativas que pedem o nome de uma pessoa ou objeto são as únicas orações que não requerem verbo. Nessas situações, o pronome interrogativo também é omitido:
- gúlì-y sì làsè-gì? ("Qual é o nome desta árvore?" literalmente "O nome da árvore?")

## Vocabulário

### Lista de Swadesh
Abaixo está uma lista de swadesh em zialo.
|     | Português   | Zialo     |
| --- | ----------- | --------- |
| 1   | tudo        | pέ        |
| 2   | cinza       | dúwó      |
| 3   | casca       | kɔ̀lɔ̀      |
| 4   | barriga     | kóó / kóó |
| 5   | grande      | gɔ̀là      |
| 6   | pássaro     | wɔ̃ ́ní     |
| 7   | mordida     | ɲì        |
| 8   | preto       | tẽ ́y      |
| 9   | sangue      | ŋáw̃á      |
| 10  | osso        | kààlε     |
| 11  | seio        | ɲ̥̃         |
| 12  | queimar     | mɔ̃ ̀       |
| 13  | garra       | sáwɔ́nṹ    |
| 14  | nuvem       | jáɓílì    |
| 15  | frio        | dὲy       |
| 16  | vir         | pà        |
| 17  | morrer      | sá        |
| 18  | cão         | ɓòykó     |
| 19  | beber       | kpɔ̀lè     |
| 20  | seco        | bè        |
| 21  | orelha      | gólí      |
| 22  | terra       | dɔ̀wɔ̀lɔ̀    |
| 23  | comer       | mε        |
| 24  | ovo         | gàlù      |
| 25  | olho        | gààzù     |
| 26  | gordura     | gùlò      |
| 27  | pluma       | kpèlè     |
| 28  | incêndio    | gɔ́bú      |
| 29  | peixe       | ɲε        |
| 30  | carne       | súwá      |
| 31  | voar        | pówó      |
| 32  | pé          | kɔ̀wɔ      |
| 33  | cheio       | dáávé     |
| 34  | dar         | fè        |
| 35  | bom         | pã        |
| 36  | verde       | kpóólé    |
| 37  | cabelo      | dèγà      |
| 38  | mão         | tókó      |
| 39  | cabeça      | gũ ̀       |
| 40  | ouvir       | mέní      |
| 41  | coração     | dì        |
| 42  | chifre      | mìnὲ      |
| 43  | eu          | ɲà        |
| 44  | matar       | páá       |
| 45  | joelho      | g̥̃ìbì      |
| 46  | saber       | kɔ́lɔ      |
| 47  | folha       | dàγà      |
| 48  | deitar      | dà        |
| 49  | fígado      | fuwa      |
| 50  | longo       | kóózá     |
| 51  | piolho      | gáví      |
| 52  | homem       | síyɛ̃ ́     |
| 53  | muito       | kpíízí    |
| 54  | lua         | gàlù      |
| 55  | montanha    | gìzè      |
| 56  | boca        | dà        |
| 57  | nome        | dàsè      |
| 58  | pescoço     | bóló      |
| 59  | novo        | nííná     |
| 60  | noite       | kp̥̃ ̀dì     |
| 61  | nariz       | sòkpà     |
| 62  | não         | ta        |
| 63  | um          | gílá      |
| 64  | caminho     | pélé      |
| 65  | pessoa      | nú        |
| 66  | chuva       | já        |
| 67  | vermelho    | kpéyã ́    |
| 68  | raiz        | sápé      |
| 69  | redondo     | kìlìγìlì  |
| 70  | areia       | ŋέyέ      |
| 71  | dizer       | dé        |
| 72  | ver         | tɔ̀        |
| 73  | semente     | kɛ̀zɛ̀      |
| 74  | sentar      | séy       |
| 75  | pele        | kɔ̀lɔ̀      |
| 76  | dormir      | ɲ̥̃         |
| 77  | pequeno     | kúló      |
| 78  | fumar       | dúlí      |
| 79  | ficar de pé | tò        |
| 80  | estrela     | témúléγà  |
| 81  | pedra       | kɔ́tí      |
| 82  | sol         | fòlò      |
| 83  | nadar       | dásé      |
| 84  | cauda       | gò        |
| 85  | que (that)  | nɔ̀        |
| 86  | esta        | sì        |
| 87  | língua      | nὲ        |
| 88  | dente       | gɔ̀lì      |
| 89  | árvore      | gùlù      |
| 90  | dois        | fèlè      |
| 91  | andar       | síyá      |
| 92  | caloroso    | kpã ̀dì    |
| 93  | água        | já        |
| 94  | nós         | né        |
| 95  | que (what)  | dé        |
| 96  | branco      | kólé      |
| 97  | quem        | ɓὲ        |
| 98  | mulher      | ŋàzà      |
| 99  | amarelo     | kpází     |
| 100 | você        | yà        |

### Expressões do dia-a-dia
A seguir estão algumas expressões cotidianas em zialo.
- yṹgà ("bom dia") (para uma pessoa)

- wṹgà ("bom dia") (para um grupo de pessoas)

- ì-sɛ́ ("boa tarde") (para uma pessoa)
- wò-sɛ́‘ ("boa tarde") (para um grupo de pessoas)
- ì-sɛ́yɔ̀ɔ̀‘ ("boa tarde para você também")
- dé vá lɔ̀ vè ("como você está?") (lit. ‘o que é isso aqui?’, dito por uma pessoa chegando em um lugar);
- dé vá lɔ̀ná ("como você está?") (lit. ‘o que é isso aqui?’, dito pela pessoa que encontra outra chegando);
- yè ỹ̥̃ ́-gɔ̀fɔ̃ ́ ɔ̃ ́ ("você dormiu bem?")
- gálá sálà ou gálá mámá ("graças a Deus")
- kɛ̃dɛ-go lé ("eu estou bem")
- ì-màmá ("obrigado")
- mámá yɔ̀ɔ̀ ("obrigado também")
- àwá ("não importa") (em resposta a um agradecimento);
- àmó lɔ̀sɛ̀-y ("tchau") (lit. ‘te abençoamos’);
- áwá, né-yáázù lɔ̀ì-wà ("tchau para você também") (lit. ‘Ok, nossos olhos estão em você’)

### Numeração

#### Cardinais
- 1 - gílá
- 2 - fèlè
- 3 - sáwá, sáá
- 4 - náání
- 5 - dɔ́ɔ́lú
- 6 - gɔ̀zìtà, gɔ̀yìtà
- 7 - gɔ̀fèlà
- 8 - gɔ̀zàkpà
- 9 - tààwù
- 10 - púú
- 100 - gú, gũ ́gílá
- 1000 - wà, wà gílá

Observações:
- sáwá e sáá são variantes alofônicas livres;
- gɔ̀yìtà, alofone de gɔ̀zìtà, é utilizado apenas em numerais cardinais compostos;
- gílá é o único numeral que sofre alternância consonantal inicial.
A partir do 10, os números são construídos por justa posição:
- púú náání ("quarenta")
- gũ ́gílá dɔ́ɔ́lú ("cento e cinco")
- wà gílá gú fèlè gɔ̀yìtà ("mil duzentos e seis")

Para anexar unidades às dezenas, utiliza-se a posposição máázù ("sobre"):
- púú-gɔ̀ máázù yílá  ("onze") (um sobre dez)

- púú-gɔ̀ máázù gɔ̀fèlà - ("dezessete") (sete sobre dez)

#### Ordinais
A construção dos números ordinais ocorre a partir da adição do sufixo "-kèlè" aos respectivos cardinais. O ordinal 1°(màyfɔ́lɔ́) é uma exceção à regra e se assemelha a um substantivo.
- 1° - màyfɔ́lɔ́
- 2° - fèlèkèlè
- 3° - sáwákèlè, sáákèlè
- 4° - nááníkèlè
- 5° - dɔ́ɔ́lúkèlè
- 6° - gɔ̀zìtàmàyfɔ́lɔ́
- 7° - gɔ̀fèlàkèlè
- 8° - gɔ̀zàkpàkèlè
- 9° - tààwùkèlè
- 10° - púúkèlè
- 100° - gúkèlè
- 1000° - wàkèlè

Exceção: màyfɔ́lɔ́ - primeiro. Se assemelha a um adjetivo.
Os ordinais sofrem alternância consonantal para uma variante alofônica fraca ao ficarem na posição atributiva após o substantivo-y principal.
- sáwá ("três") → ŋázá zàwàkèlè-y ("a terceira esposa")

- fèlè ("dois") → dó vèlèkèlè-y ("o segundo filho")

#### Distributivos
Os numerais distributivos são construídos a partir da reduplicação dos cardinais, fenômeno frequente em línguas africanas. Em uma sentença, acrescenta-se ao numeral a preposição "gà", que significa "com".
- méyã ́-gì-tì dà gà sáwá sáwá ("Coloque as bananas de três a três")